# Santa Agnès (Massimo Stanzione)
Santa Agnès és una pintura de Massimo Stanzione datada entre 1635 i 1640. Actualment forma part de la col·lecció permanent del Museu Nacional d'Art de Catalunya fruit del llegat de Santiago Espona el 1958.

## Descripció
Representació en tres quarts de santa Agnès de Roma, la qual està en comunicació directa amb l'Altíssim, en trànsit místic, amb el cap lleugerament alçat, la boca mig oberta, els dits de la mà oberts sobre el pit (prop del cor), mentre amb l'altra mà acarona l'Anyell Místic. La santa ensenya un escot, que es desplaça lateralment per deixar veure part de l'espatlla, la cota màxima d'erotisme en l'obra de Stanzione.

## Anàlisi
Agnès era filla d'una família noble de l'Imperi Romà; va patir martiri en el segle iii en una de les persecucions posteriors a Deci perquè no va voler casar-se amb un fill del prefecte. Segons la Llegenda àuria, Agnès afirmava que estava unida a Jesucrist, i per això sempre apareix relacionada amb l'Anyell Místic o Agnus Dei, símbol de Crist. La semblança en llatí i en italià entre agnello ('anyell') i Agnese ('Agnès'), encara que d'etimologia diversa, va contribuir al fixament d'aquest atribut a la santa.
José Milicua, el 1954, va donar a conèixer l'obra i la va atribuir a Massimo Stanzione, a més d'assenyalar els paràmetres que conflueixen en el seu estil: el naturalisme de matriu caravaggista llunyana i el classicisme bolonyès filtrat a través de Guido Reni.